# Famicom Detective Club: The Girl Who Stands Behind
Famicom Detective Club: The Girl Who Stands Behind (ファミコン探偵倶楽部PARTⅡ うしろに立つ少女 Famicom Tantei Club Part II: Ushiro ni Tatsu Shōjo?) es un videojuego de aventuras lanzado en Japón en 1989 en Famicom Disk System. Es la continuación de Famicom Detective Club: The Missing Heir lanzado el año anterior.
Es un juego de aventura donde el jugador investiga varios casos criminales en el corazón de una historia muy desarrollada. A menudo se compara con una novela interactiva.
En 1998 la versión de Super Famicom fue porteada. La versión original fue lanzada en 2004 en Game Boy Advance en la colección Famicom Mini. Todas las versiones del juego se lanzaron solo en Japón.

## Jugabilidad
Al ser un juego basado en texto, existen muchos controles para interactuar con el hablante o el entorno. Puede utilizar el puntero para examinar objetos o incluso personas. Por ejemplo, el comando "Verificar" te permitirá ver las expresiones de un personaje.

## Trama
La historia comienza cuando el héroe de 15 años busca a sus padres. Durante su investigación, dos hombres comienzan a perseguirlo. El héroe solo logra escapar gracias a la llegada de un detective. Luego toma al héroe bajo su protección. Unos meses más tarde, un joven estudiante de la escuela secundaria Ushimitsu fue encontrado muerto a orillas del río. Está identificada, su nombre era Yoko Kojima y murió estrangulada. Dos personas llegan al lugar del crimen, Ayumi Tachibana y una maestra, Tatsuya Hibino. Ambos están conmocionados y sin palabras ante el crimen. Así comienza la trama...

## Personajes
El héroe - 15 años
Un joven detective formado por Utsugi. Depende de nosotros ayudarlo a resolver el asesinato de Yoko.
Shunsuke Utsugi - 36 años
Un detective conocido y respetado, al frente de la agencia de detectives Utsugi. Es tu mentor durante todo el juego.
Yoko Kojima - 15 años
Estaba llena de curiosidad y era miembro de un "club de detectives" antes de ser asesinada. Todos los que lo conocieron tienen buenos recuerdos.
Ayumi Tachibana - 15 años
Un amigo de Yoko. Está conmocionada por la pérdida de su amiga, pero rápidamente se recompone para ayudar en la investigación.
Tatsuya Hibino - 31 años
Profesora de inglés de Ushimitsu. Es bastante frágil y se sorprende mucho cuando descubre a Yoko muerta.
Tetsuji Komada - 59 años
Profesora de arte de Ushimitsu. Está algo distraído y mareado, pero también alegre y servicial.
Toshio Tazaki - 58 años
El conserje nervioso y ambiguo de Ushimitsu. El mal humor reina a su alrededor.
El principal Urabe - 57 años
El principal benevolente de Ushimutsu. Todos lo respetan. Trata a todos los estudiantes y a su personal como a su propia familia.
Hitomi Kawai - 15 años
Un estudiante de Ushimitsu. Es el líder de todos los matones y sinvergüenzas de la escuela. Es brusco, pero tiene buen fondo. Al parecer, era un amigo cercano de Yoko antes de que la asesinaran.

## Nota
En Japón, cuando se lanzó en Game Boy Advance, la CERO recomendó la venta a mayores de 15 años, principalmente debido a la presencia de escenas de asesinatos y personas que fuman. Este juego es el primer juego de Game Boy Advance en lograr una recomendación de edad tan alta.